# Цуљијано (Виченца)
Цуљијано (итал. Zugliano) је насеље у Италији у округу Виченца, региону Венето.
Према процени из 2011. у насељу је живело 3209 становника. Насеље се налази на надморској висини од 145 м.

## Становништво
Према резултатима пописа становништва 2011. у општини је живело 6.690 становника.
| 1931. | 1936. | 1951. | 1961. | 1971. | 1981. | 1991. | 2001. | 2011. |
| ----- | ----- | ----- | ----- | ----- | ----- | ----- | ----- | ----- |
| 3.988 | 4.063 | 4.416 | 4.541 | 5.152 | 5.394 | 5.527 | 6.166 | 6.690 |

## Партнерски градови
- Agordo